# Müselbach SG
| SG ist das Kürzel für den Kanton St. Gallen in der Schweiz. Es wird verwendet, um Verwechslungen mit anderen Einträgen des Namens Müselbach zu vermeiden. |

Müselbach ist eine Ortschaft in der politischen Gemeinde Kirchberg im Toggenburg im Ostschweizer Kanton St. Gallen.

## Geschichte und Geographie
Müselbach wurde 854 als Muasilenpach urkundlich erwähnt.
1468 kaufte die Fürstabtei St. Gallen das Gebiet und teilte die Einzelgerichte den Gerichten Schwarzenbach und Bazenheid und die Freien dem Freigericht Thurlinden zu.
Müselbach liegt in unmittelbarer Nähe des Hörachbachs, der bei Bazenheid in die Thur mündet. In Müselbach kreuzen sich die Strassenverbindungen von Kirchberg nach Dreien und Bazenheid–Gähwil. Mit dem öffentlichen Verkehr ist Müselbach nicht erreichbar.

## Religion

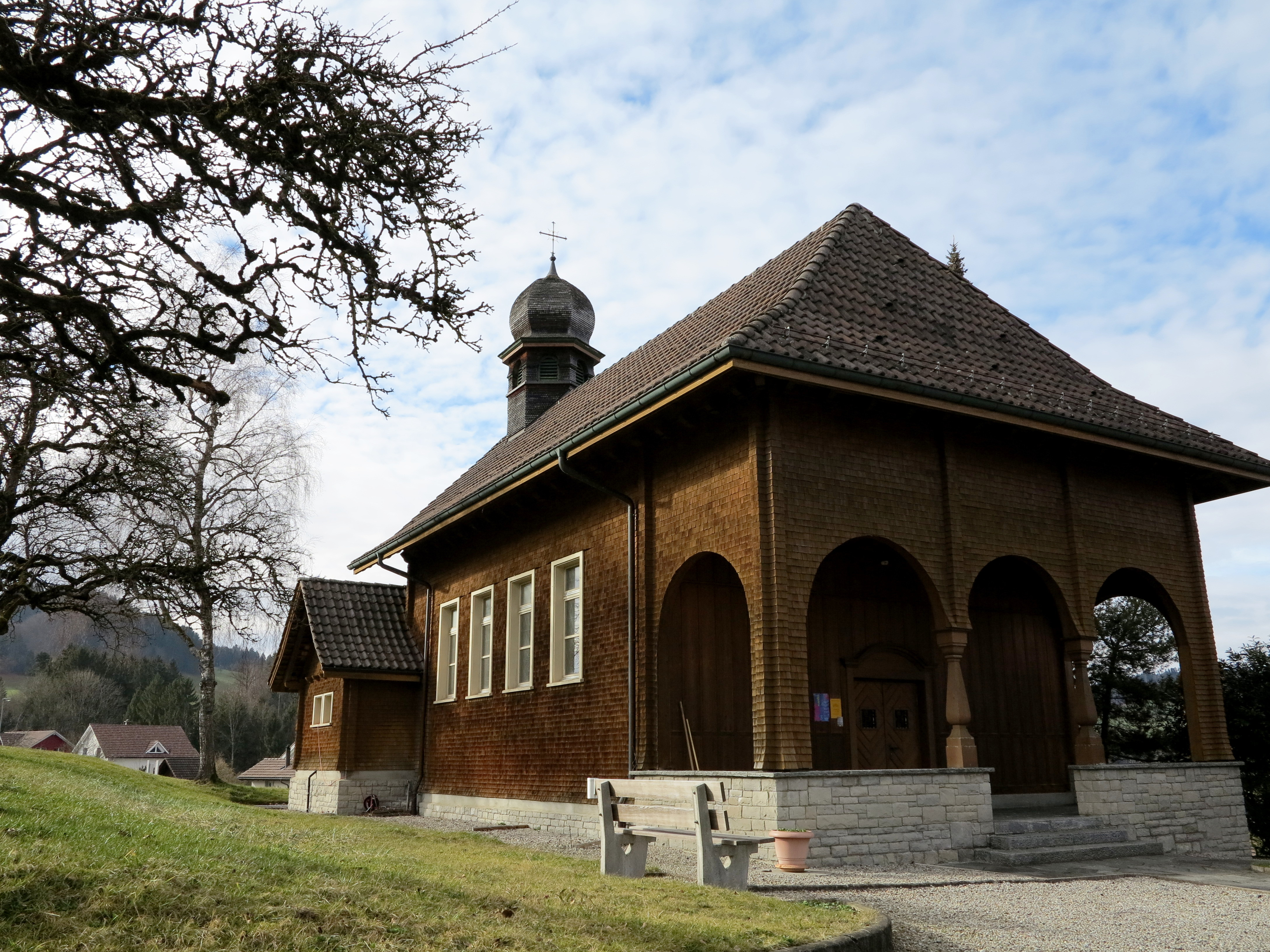
Kapelle Müselbach

Die Idee, in Müselbach eine Kapelle zu bauen, tauchte offiziell 1911 in Verbindung mit der Schulerweiterung in Tannen auf. Statt eines Erweiterungsbaus in Tannen wünschten sich die Müselbacher ein eigenes Schulhaus mit einem Kapelleinbau. Erst 1933 konnte das eigene Schulhaus eröffnet werden. In den 1940er Jahren wurde für den Bau einer Kapelle Geld gesammelt und Frondienste versprochen.
1952 wurde die vom Architekten Josef Steiner als Holzkonstruktion erbaute Bruderklausenkapelle eingeweiht.

## Bildung und Kultur
Das Schulhaus Müselbach stammt aus dem Jahr 1933.
Wegen sinkender Kinderzahlen musste 2014 der Kindergarten und 2017 die öffentliche Primarschule (1.–3. Klasse) in Müselbach geschlossen werden.
Ein Jahr nach der Schulschliessung zog eine Privatschule in das Müselbacher Schulhaus ein.
In Müselbach gibt es verschiedene Vereine.